# 203a Brigada Mixta (Exèrcit Popular de la República)
La 203a Brigada Mixta va ser una unitat de l'Exèrcit Popular de la República creada durant la Guerra Civil Espanyola. Al llarg de la contesa va arribar a operar en el front de Llevant, agregada a diverses divisions.

## Historial
La unitat va ser creada al maig de 1938 a Madrid, i va ser agregada a la 48a Divisió del XVI Cos d'Exèrcit —que per la seva banda era força de reserva del Grup d'Exèrcits de la Regió Central. Després de finalitzar la fase d'instrucció la 203a BM va ser assignada a la 50a Divisió del XX Cos d'Exèrcit i enviada al front de Castelló.
En aquell moment les forces franquistes pressionaven al front de Llevant amb l'objectiu de conquistar València. Cap al 3 de juny ja es trobava en primera línia de combat. El dia 15 va participar en el contraatac republicà que buscava recuperar Vila-real, arribant a aconseguir les primeres cases, encara que acabaria sent rebutjada. Agregada a la 6a Divisió, amb posteriorment participaria en la defensa d'Alfondeguilla. Després de finalitzar els combats en el front de Llevant la brigada va ser integrada la 53a Divisió del XXI Cos d'Exèrcit. Romandria en aquest front fins al final de la contesa, sense intervenir en operacions militars de rellevància.

## Comandaments
Comandants
- major de milícies Fernando Ugena López;
- major de milícies Esteban Lucas Mirasol;